# Paul Chittilapilly
Paul Chittilapilly (ur. 7 lutego 1934 w Mattom, zm. 6 września 2020) – indyjski duchowny syromalabarski, w latach 1996 - 2010 biskup Thamraserry.

## Życiorys
Święcenia kapłańskie przyjął 18 października 1961. 30 kwietnia 1988 był prekonizowany biskupem Sagar. Sakrę biskupią otrzymał 24 sierpnia 1988. 11 listopada 1996 został mianowany biskupem Thamarasserry. 15 stycznia 2010 przeszedł na emeryturę.